# Iloczyn kartezjański

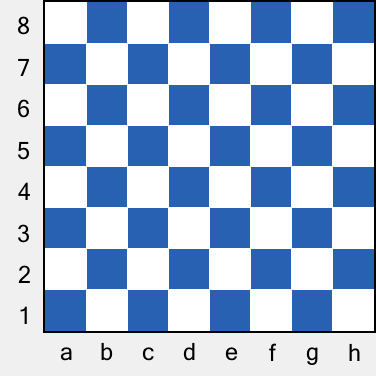
Każde pole szachownicy jest oznaczone uporządkowaną parą litery i cyfry. Dlatego mówi się, że zbiór oznaczeń pól to iloczyn kartezjański dwóch zbiorów – zbioru odpowiednich liter i zbioru odpowiednich cyfr

Iloczyn kartezjański, produkt zbiorów, produkt kartezjański – działanie na dowolnej liczbie dowolnych zbiorów, definiowane na różne sposoby. W najprostszym przypadku iloczyn kartezjański to działanie dwuargumentowe opisujące zbiór odpowiednich par uporządkowanych – tych utworzonych z elementów wyjściowych dwóch zbiorów. Symbolicznie – jeśli {\displaystyle A} i {\displaystyle B} są dowolnymi zbiorami, to:
{\displaystyle A\times B:=\{(a,b):a\in A\wedge b\in B\},}
gdzie {\displaystyle \wedge } oznacza spójnik „i” (koniunkcję).
Nazwa kartezjański odnosi się do Kartezjusza – matematyka, którego upamiętnia też nazwa kartezjańskiego układu współrzędnych. Taki układ to opis każdego punktu płaszczyzny uporządkowaną parą liczb rzeczywistych, nazywanych współrzędnymi. Przez to płaszczyznę można utożsamić z iloczynem kartezjańskim {\displaystyle \mathbb {R} \times \mathbb {R} ,} gdzie {\displaystyle \mathbb {R} } to zbiór wszystkich liczb rzeczywistych.

## Definicje i przykłady

Z trójelementowych zbiorów A i B można utworzyć ich iloczyn kartezjański A×B, który ma dziewięć (9) elementów

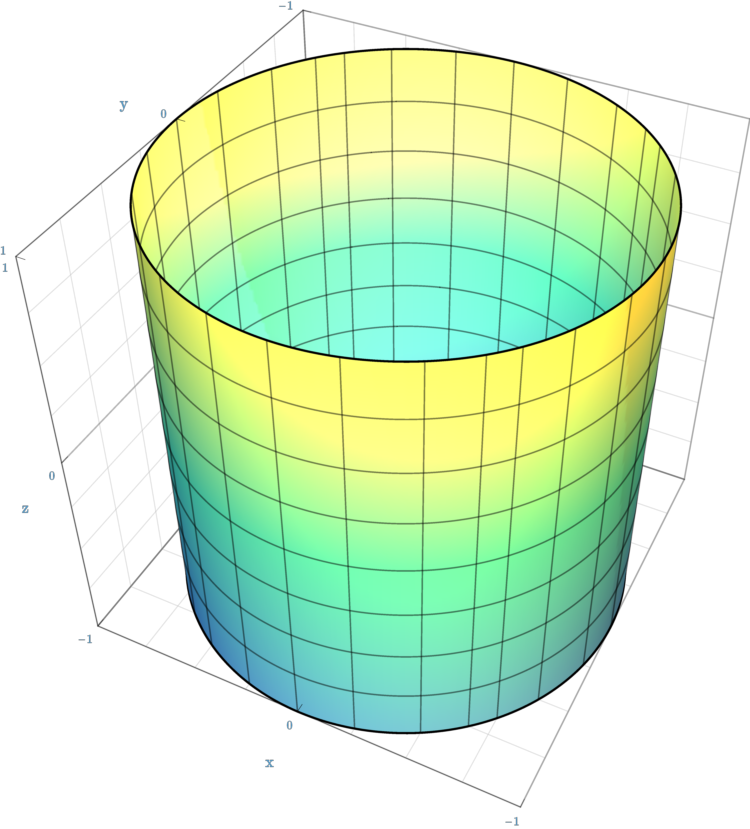
Wypełniony walec (kołowy prosty) można definiować jako iloczyn kartezjański koła i odcinka. Tutaj przedstawiono powierzchnię boczną takiego walca w kartezjańskim układzie współrzędnych

### Działanie dla pary zbiorów
Iloczyn kartezjański zbiorów {\displaystyle A} i {\displaystyle B} to zbiór:
{\displaystyle A\times B:=\left\{(a,b)\mid a\in A\land b\in B\right\}.}
Przykład: niech dane będą zbiory {\displaystyle A=\{x,y\}} oraz {\displaystyle B=\{1,2,3\}.} Ich iloczyn kartezjański to:
{\displaystyle A\times B=\{(x,1),(y,1),(x,2),(y,2),(x,3),(y,3)\}.}
Uwaga: istnieje kilka nierównoważnych definicji par uporządkowanych. Najczęściej przyjmowana jest definicja Kuratowskiego:
{\displaystyle (x,y):=\{\{x\},\{x,y\}\}.}
Jeśli {\displaystyle x\in X} i {\displaystyle y\in Y,} to zbiory {\displaystyle \{x\}} i {\displaystyle \{x,y\}} są podzbiorami odpowiedniej sumy zbiorów: {\displaystyle \{x\},\{x,y\}\subseteq X\cup Y.} Można to też opisać przez zbiór potęgowy: {\displaystyle \{x\},\{x,y\}\in {\mathcal {P}}(X\cup Y).} Stąd wynika, że {\displaystyle (x,y)\in {\mathcal {P}}({\mathcal {P}}(X\cup Y)).}
Istnienie takiego zbioru wynika z aksjomatu podzbiorów, inaczej aksjomatu wyróżniania – jednego z założeń teorii mnogości ZF.

### Uogólnienie na skończoną liczbę zbiorów
W analogiczny sposób można zdefiniować iloczyn kartezjański więcej niż dwóch zbiorów. Mianowicie {\displaystyle A\times B\times C} to zbiór wszystkich trójek uporządkowanych {\displaystyle (a,b,c)} takich, że {\displaystyle a\in A,} {\displaystyle b\in B,} {\displaystyle c\in C.} Definicja ta wymaga uściślenia, co się rozumie przez owe trójki. Można to zrobić na różne sposoby:
- potraktować te trójki jako ciągi trójwyrazowe[7][8], czyli funkcje na zbiorze {\displaystyle \{1,2,3\}} w zbiór {\displaystyle A\cup B\cup C;}
- inny sposób to definiowanie {\displaystyle A\times B\times C} przez {\displaystyle A\times (B\times C),} a zatem trójka to para par: {\displaystyle (a,(b,c))}[9].

Formalnie zbiór trójek jako funkcji i zbiór {\displaystyle A\times (B\times C)} nie są równe, ale w praktyce to rozróżnienie nie ma znaczenia; opisuje to bliżej jedna z dalszych sekcji.
Podobnie {\displaystyle A\times B\times C\times D} można określić jako zbiór czwórek uporządkowanych {\displaystyle (a,b,c,d)} takich, że {\displaystyle a\in A,} {\displaystyle b\in B,} {\displaystyle c\in C,} {\displaystyle d\in D.} Czwórki te można interpretować dwojako:
- jako funkcje z {\displaystyle \{1,2,3,4\}} w zbiór {\displaystyle A\cup B\cup C\cup D,}
- jako pary par {\displaystyle \{a,\{b,\{c,d\}\}\},} wówczas iloczyn {\displaystyle A\times B\times C\times D} określa się jako {\displaystyle A\times (B\times (C\times D)).}

Iloczyny kartezjańskie większej liczby zbiorów definiuje się analogicznie. Przykład: zbiór {\displaystyle \mathbb {R} ^{n}=\mathbb {R} \times \mathbb {R} \times \ldots \times \mathbb {R} } służy do konstruowania n-wymiarowej przestrzeni euklidesowej.

### Uogólnienie na nieskończoną liczbę zbiorów
Dla rodziny zbiorów {\displaystyle \{A_{i}\colon i\in I\}} można wprowadzić pojęcie uogólnionego iloczynu kartezjańskiego (często nazywanego produktem kartezjańskim (rodziny) zbiorów). Dokładniej, zbiór złożony ze wszystkich tych funkcji
{\displaystyle f\colon I\to \bigcup _{i\in I}A_{i},}
takich że {\displaystyle f(i)\in A_{i}} dla każdego {\displaystyle i\in I} nazywa się produktem kartezjańskim rodziny zbiorów {\displaystyle \{A_{i}\colon i\in I\}} i oznacza takimi symbolami jak
{\displaystyle \prod _{i\in I}A_{i},} {\displaystyle {\underset {i\in I}{\times }}A_{i}} lub {\displaystyle {\underset {i\in I}{\operatorname {P} }}\;A_{i}.}

## Własności

### Algebraiczne

Przykład rozdzielności iloczynu kartezjańskiego względem sumy zbiorów

Iloczyn kartezjański nie jest przemienny – w ogólności kolejność argumentów ma znaczenie:
{\displaystyle A\times B\neq B\times A.}
Iloczyn kartezjański nie jest też łączny – w ogólności:
{\displaystyle A\times (B\times C)\neq (A\times B)\times C.}
Mimo to, jak wspomniano wyżej, ta niełączność nie jest istotna. Między tymi zbiorami istnieją odpowiednie bijekcje, które mają szczególny status z punktu widzenia teorii kategorii. Samuel Eilenberg i Saunders Mac Lane pokazali, że te bijekcje są transformacjami naturalnymi odpowiednich funktorów.
Iloczyn kartezjański ma element absorbujący – jest nim zbiór pusty ({\displaystyle \emptyset }):
{\displaystyle A\times \emptyset =\emptyset \times A=\emptyset .}
Iloczyn kartezjański jest rozdzielny względem sumy zbiorów ({\displaystyle \cup }), ich przekroju ({\displaystyle \cap }) i ich różnicy ({\displaystyle \backslash }):
{\displaystyle {\begin{aligned}A\times (B\cup C)&=(A\times B)\cup (A\times C),\\A\times (B\cap C)&=(A\times B)\cap (A\times C),\\A\times (B\backslash C)&=(A\times B)\backslash (A\times C).\end{aligned}}}

### Kombinatoryczne
Niech {\displaystyle A} i {\displaystyle B} będą skończonymi zbiorami. Jeśli {\displaystyle \vert A\vert =n} oraz {\displaystyle \vert B\vert =m,} to {\displaystyle \vert A\times B\vert =nm}.
Dowód tego faktu można przeprowadzić indukcyjnie ze względu na {\displaystyle n.} Jeżeli {\displaystyle n=1,} to {\displaystyle A=\{a\},} przy czym {\displaystyle a} jest jedynym elementem zbioru {\displaystyle A.} Wówczas wprost z definicji {\displaystyle A\times B=\{(a,b)\mid b\in B\}.} Zbiór ten jest równoliczny z {\displaystyle B,} ponieważ przekształcenie {\displaystyle b\mapsto (a,b)} jest bijekcją między tymi zbiorami. Zatem w tym przypadku {\displaystyle \vert A\times B\vert =m=1\cdot m.}
Ponadto, jeżeli pewna liczba {\displaystyle n\geq 1} ma tę własność, że {\displaystyle \vert A\times B\vert =nm} dla każdego {\displaystyle A} takiego, że {\displaystyle \vert A\vert =n} oraz dla każdego {\displaystyle \vert B\vert =m,} to tę własność ma także liczba {\displaystyle n+1.} Istotnie, można przedstawić {\displaystyle (n+1)}-elementowy zbiór {\displaystyle A} w postaci sumy rozłącznych zbiorów {\displaystyle A=\{a_{1},a_{2},\dots ,a_{n}\}\cup \{a_{n+1}\}.} Wtedy z definicji sumy zbiorów zachodzą równości
|  |  | {\displaystyle {\begin{aligned}A\times B&=\{(a,b)\mid a\in A\land b\in B\}=\\&=\{(a,b)\mid (a\in \{a_{1},\dots ,a_{n}\}\lor a\in \{a_{n+1}\})\land b\in B\}=\\&=\{(a,b)\mid (a\in \{a_{1},\dots ,a_{n}\}\land b\in B)\lor (a\in \{a_{n+1}\}\land b\in B)\}=\\&=\{(a,b)\mid a\in \{a_{1},\dots ,a_{n}\}\land b\in B\}\cup \{(a,b)\mid a\in \{a_{n+1}\}\land b\in B\}=\\&=\left(\{a_{1},\dots ,a_{n}\}\times B\right)\cup \left(\{a_{n+1}\}\times B\right).\end{aligned}}} |

Pierwszy z tych zbiorów ma z założenia indukcyjnego {\displaystyle nm} elementów. Z kolei drugi ze zbiorów ma (na mocy rozumowania przeprowadzonego dla {\displaystyle n=1}) {\displaystyle m} elementów. Ponieważ wobec rozłączności {\displaystyle \{a_{1},a_{2},\dots ,a_{n}\}} oraz {\displaystyle \{a_{n+1}\}} zbiory te są rozłączne i sumują się do {\displaystyle A\times B,} zachodzi równość {\displaystyle \vert A\times B\vert =nm+m=(n+1)m.} To kończy dowód indukcyjny.

## Literatura dodatkowa
- Kazimierz Kuratowski: Wstęp do teorii mnogości i topologii. Wyd. 7. Warszawa: Państwowe Wydawnictwo Naukowe, 1977.
- Matematyka. Włodzimierz Waliszewski (red.). Warszawa: Wydawnictwa Szkolne i Pedagogiczne, 1988, s. 298, seria: Encyklopedia szkolna. ISBN 83-02-02551-8.